# 幽靈刺客
幽靈刺客（英語：Blade）是美國漫威漫畫創造的虛構超級英雄。

## 簡介
艾力·布魯克（Eric Brooks）的母親在怀孕艾力的时候被一隻吸血鬼的血液污染了子宫，所以艾力天生便具備吸血鬼的血統，成為了一隻半吸血鬼，但艾力卻堅信自己偏向人類的一方，他為了保護人類而對付各種吸血鬼和喪屍等妖怪。艾力自小就被一位专门打造新式武器的吸血鬼猎人惠斯特收养，专门出入有吸血鬼出没的场所並拯救即将被消灭和吞噬的人类，凭着他骑着银翼机车，手持着擁有无敌火力的巨型火焰枪和无敌的旋风刀和身后背着的一把长剑，不死的无敌战神「刀锋战士」所向披靡，只要他一出现，躲藏在人群当中的吸血鬼将无所遁形。
于是，在这个未来的世界中，刀锋战士成為了人类和吸血鬼在双方争夺生存的空间下最勇猛的正义战士，亦因此，吸血鬼的领袖佛斯特处心积虑要除去这個心头大患以完成他统一天下的大梦，他先利用刀锋战士的弱点给他致命的攻击，因為身為一隻半吸血鬼，刀鋒戰士同樣具有對血的渴望。
佛特斯先是邀请刀锋战士加入邪恶势力的一方，只要他们两方联手將可天下無敵，然而刀锋战士作为献祭品以请出血王，增强自己的力量。在正邪双方的互鬥之下，無人能預測誰將獲得最終的勝利。
刀鋒戰士的故事已經被改编为多部電影和電視劇。

## 其他媒體

### 電影
- 刀鋒戰士系列電影：由衛斯理·史奈普飾演刀鋒戰士（英语：Blade (New Line Blade franchise character)）。
  - 《刀鋒戰士》（1998年）
  - 《刀鋒戰士2》（2002年）
  - 《刀鋒戰士3》（2004年）
- 漫威電影宇宙：由馬赫夏拉·阿里飾演刀鋒戰士。
  - 《永恆族》（2021年）：於片尾彩蛋未掛名客串聲演。
  - 《死侍與金鋼狼》（2024年）：客串，由衛斯理·史奈普回歸飾演26320號宇宙的刀鋒戰士。
  - 《刀鋒戰士》（待定）[1]

### 電視
- 《刀鋒戰士》：2006年真人電視劇。
- 《刀鋒戰士》：2011年動畫。
- 《天雷爭霸：復仇者聯盟》：2014年日本動畫。
- 《终极蜘蛛侠》
- 漫威電影宇宙：由馬赫夏拉·阿里飾演刀鋒戰士。
  - 《喪屍英雄》（2025年）：動畫劇集，配音演出。

### 遊戲
- 《樂高漫威超級英雄》
- 《漫威英雄 Online》：玩家創角時可選擇刀鋒戰士為遊戲角色，或另付費購買。
- 《漫威：未來之戰》：手機遊戲，刀鋒戰士為玩家可使用角色之一。
- 《漫威超級戰爭》
- 《漫威午夜之子》
- 《漫威爭鋒》
- 《漫威刀锋战士》：由漫威游戏授权，Arkane Lyon开发，贝塞斯达软件发行的第三人称动作游戏，游戏正处于早期开发阶段。

## 参看
- 德古拉 (漫威漫畫)

1. ↑  D'Alessandro, Anthony. . Deadline. 2024-10-22  [2024-10-22]. （原始内容存档于2024-10-22） （美国英语）.